# Melestora adspersipennis
Melestora adspersipennis är en kackerlacksart som beskrevs av Carl Stål 1858. Melestora adspersipennis ingår i släktet Melestora och familjen Polyphagidae. Inga underarter finns listade i Catalogue of Life.